# HMG-CoA reduktaza
HMG-CoA reduktaza (3-hidroksi-3-metil-glutaril-CoA reduktaza, HMGCR) je enzim (EC 1.1.1.88) koji ograničava brzinu mevalonatnog puta, metaboličkog puta koji proizvodi holesterol i druge izoprenoide. Normalno je u ćelijama sisara ovaj enzim supresovan holesterolom koji potiče iz internalizacije i degradacije lipoproteina niske gustine (LDL) putem LDL receptora, kao i oksidovanim vrstama holesterola. Kompetitivni inhibitori reduktaze indukuju izražavanje LDL receptora u jeri, čime se povećava katabolizam LDL-a u plazmi, te se snižava koncentracija holesterola u plazmi, što je važna odrednica ateroskleroze.
Ovaj enzim je biološka meta široko dostupnih lekova za snižavanje nivoa holesterola, kolektivno poznatih kao statini. HMG-CoA reduktaza ze vezana za membranu endoplazmatičnog retikuluma, i dugo se mislilo da ima sedam transmembranskih domena, sa aktivnim mestom lociranim na njenom dugačkom karboksilnom domenu u citozolu. Nedavni nalazi su pokazali da sadrži osam transmembranskih domena.

## Literatura
- Hodge VJ; Gould SJ; Subramani S;  . (1992). „Normal cholesterol synthesis in human cells requires functional peroxisomes”. Biochem. Biophys. Res. Commun. 181 (2): 537—41. PMID 1755834. doi:10.1016/0006-291X(91)91222-X.
- Ramharack R, Tam SP, Deeley RG (1991). „Characterization of three distinct size classes of human 3-hydroxy-3-methylglutaryl coenzyme A reductase mRNA: expression of the transcripts in hepatic and nonhepatic cells”. DNA Cell Biol. 9 (9): 677—90. PMID 1979742. doi:10.1089/dna.1990.9.677.
- Clarke PR, Hardie DG (1990). „Regulation of HMG-CoA reductase: identification of the site phosphorylated by the AMP-activated protein kinase in vitro and in intact rat liver”. EMBO J. 9 (8): 2439—46. PMC 552270 . PMID 2369897.
- Luskey KL, Stevens B (1985). „Human 3-hydroxy-3-methylglutaryl coenzyme A reductase. Conserved domains responsible for catalytic activity and sterol-regulated degradation”. J. Biol. Chem. 260 (18): 10271—7. PMID 2991281.
- Humphries SE; Tata F; Henry I;  . (1986). „The isolation, characterisation, and chromosomal assignment of the gene for human 3-hydroxy-3-methylglutaryl coenzyme A reductase, (HMG-CoA reductase)”. Hum. Genet. 71 (3): 254—8. PMID 2998972. doi:10.1007/BF00284585.
- Beg ZH, Stonik JA, Brewer HB (1987). „Phosphorylation and modulation of the enzymic activity of native and protease-cleaved purified hepatic 3-hydroxy-3-methylglutaryl-coenzyme A reductase by a calcium/calmodulin-dependent protein kinase”. J. Biol. Chem. 262 (27): 13228—40. PMID 3308873.
- Osborne TF, Goldstein JL, Brown MS (1985). „5' end of HMG CoA reductase gene contains sequences responsible for cholesterol-mediated inhibition of transcription”. Cell. 42 (1): 203—12. PMID 3860301. doi:10.1016/S0092-8674(85)80116-1.
- Lindgren V, Luskey KL, Russell DW, Francke U (1986). „Human genes involved in cholesterol metabolism: chromosomal mapping of the loci for the low density lipoprotein receptor and 3-hydroxy-3-methylglutaryl-coenzyme A reductase with cDNA probes”. Proc. Natl. Acad. Sci. U.S.A. 82 (24): 8567—71. PMC 390958 . PMID 3866240. doi:10.1073/pnas.82.24.8567.
- Lehoux JG, Kandalaft N, Belisle S, Bellabarba D (1985). „Characterization of 3-hydroxy-3-methylglutaryl coenzyme A reductase in human adrenal cortex”. Endocrinology. 117 (4): 1462—8. PMID 3896758. doi:10.1210/endo-117-4-1462.
- Boguslawski W, Sokolowski W (1984). „HMG-CoA reductase activity in the microsomal fraction from human placenta in early and term pregnancy”. Int. J. Biochem. 16 (9): 1023—6. PMID 6479432. doi:10.1016/0020-711X(84)90120-4.
- Harwood HJ, Schneider M, Stacpoole PW (1984). „Measurement of human leukocyte microsomal HMG-CoA reductase activity”. J. Lipid Res. 25 (9): 967—78. PMID 6491541.
- Nguyen LB; Salen G; Shefer S;  . (1994). „Deficient ileal 3-hydroxy-3-methylglutaryl coenzyme A reductase activity in sitosterolemia: sitosterol is not a feedback inhibitor of intestinal cholesterol biosynthesis”. Metab. Clin. Exp. 43 (7): 855—9. PMID 8028508. doi:10.1016/0026-0495(94)90266-6.
- Bennis F, Favre G, Le Gaillard F, Soula G (1993). „Importance of mevalonate-derived products in the control of HMG-CoA reductase activity and growth of human lung adenocarcinoma cell line A549”. Int. J. Cancer. 55 (4): 640—5. PMID 8406993. doi:10.1002/ijc.2910550421.
- Van Doren M, Broihier HT, Moore LA, Lehmann R (1998). „HMG-CoA reductase guides migrating primordial germ cells”. Nature. 396 (6710): 466—9. PMID 9853754. doi:10.1038/24871.
- Cargill M; Altshuler D; Ireland J;  . (1999). „Characterization of single-nucleotide polymorphisms in coding regions of human genes”. Nat. Genet. 22 (3): 231—8. PMID 10391209. doi:10.1038/10290.
- Aboushadi N, Engfelt WH, Paton VG, Krisans SK (1999). „Role of peroxisomes in isoprenoid biosynthesis”. J. Histochem. Cytochem. 47 (9): 1127—32. PMID 10449533. doi:10.1177/002215549904700904.
- Honda A; Salen G; Honda M;  . (2000). „3-Hydroxy-3-methylglutaryl-coenzyme A reductase activity is inhibited by cholesterol and up-regulated by sitosterol in sitosterolemic fibroblasts”. J. Lab. Clin. Med. 135 (2): 174—9. PMID 10695663. doi:10.1067/mlc.2000.104459.
- Istvan ES, Palnitkar M, Buchanan SK, Deisenhofer J (2000). „Crystal structure of the catalytic portion of human HMG-CoA reductase: insights into regulation of activity and catalysis”. EMBO J. 19 (5): 819—30. PMC 305622 . PMID 10698924. doi:10.1093/emboj/19.5.819.
- Istvan ES, Deisenhofer J (2001). „Structural mechanism for statin inhibition of HMG-CoA reductase”. Science. 292 (5519): 1160—4. PMID 11349148. doi:10.1126/science.1059344.
- Rasmussen LM; Hansen PR; Nabipour MT;  . (2002). „Diverse effects of inhibition of 3-hydroxy-3-methylglutaryl-CoA reductase on the expression of VCAM-1 and E-selectin in endothelial cells”. Biochem. J. 360 (Pt 2): 363—70. PMC 1222236 . PMID 11716764. doi:10.1042/0264-6021:3600363.
- Nicholas C. Price; Lewis Stevens (1999). Fundamentals of Enzymology: The Cell and Molecular Biology of Catalytic Proteins (Third изд.). USA: Oxford University Press. ISBN 019850229X.
- Eric J. Toone (2006). Advances in Enzymology and Related Areas of Molecular Biology, Protein Evolution (Volume 75 изд.). Wiley-Interscience. ISBN 0471205036.
- Branden C; Tooze J. Introduction to Protein Structure. New York, NY: Garland Publishing. ISBN 0-8153-2305-0.
- Irwin H. Segel. Enzyme Kinetics: Behavior and Analysis of Rapid Equilibrium and Steady-State Enzyme Systems (Book 44 изд.). Wiley Classics Library. ISBN 0471303097.
- William P. Jencks (1987). Catalysis in Chemistry and Enzymology. Dover Publications. ISBN 0486654605.

## Spoljašnje veze
- [http://www.rpi.edu/dept/bcbp/molbiochem/MBWeb/mb2/part1/cholesterol.htm
- Proteopedia HMG-CoA_Reductase -